# Đuôi đỏ đầu trắng
Đuôi đỏ đầu trắng (tên khoa học: Phoenicurus leucocephalus) là một loài chim trong họ Muscicapidae.

## Hình ảnh

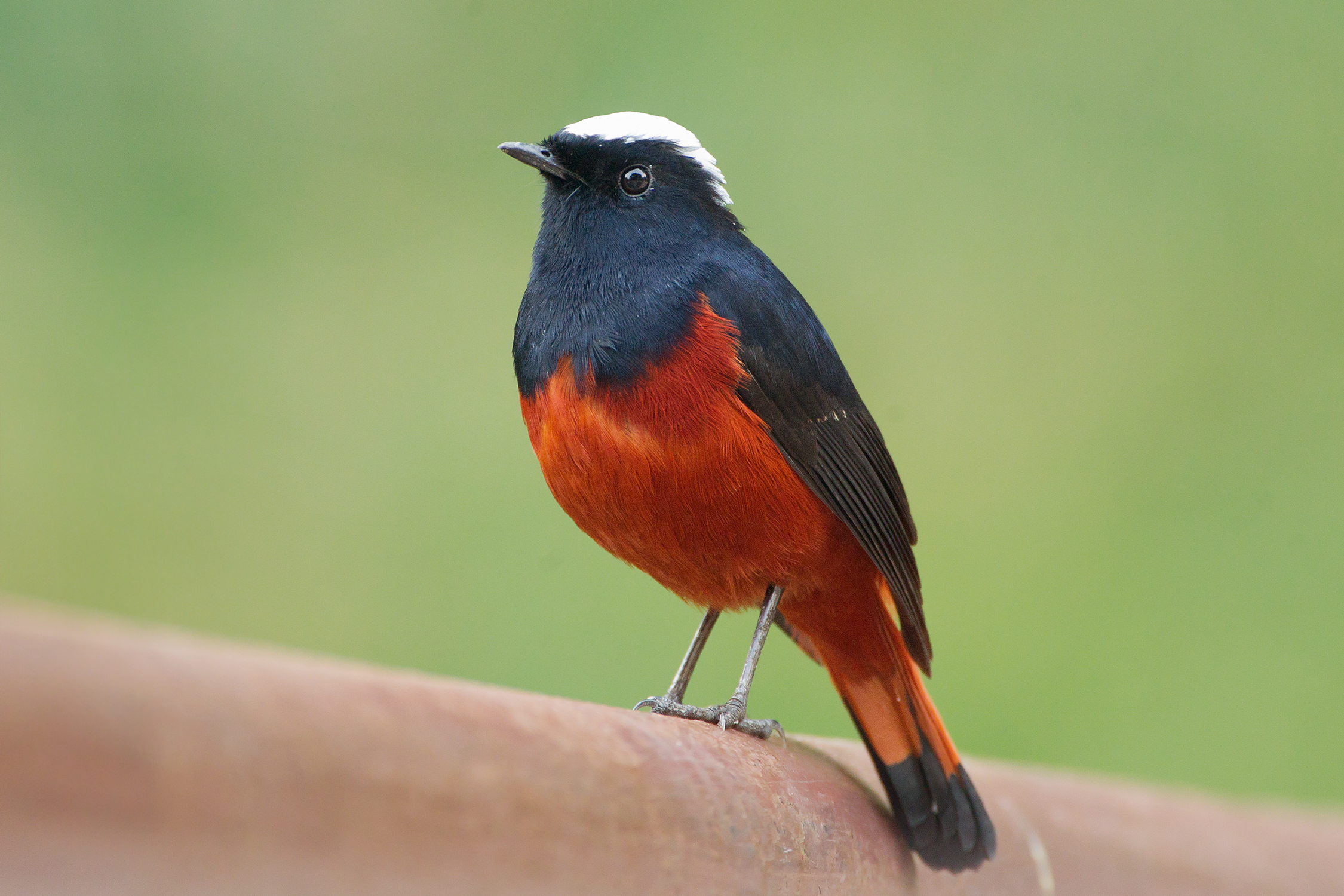
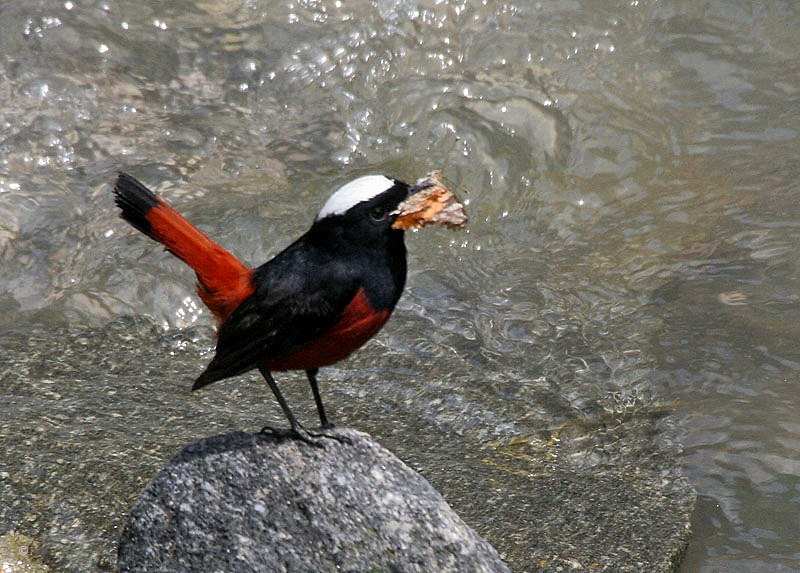
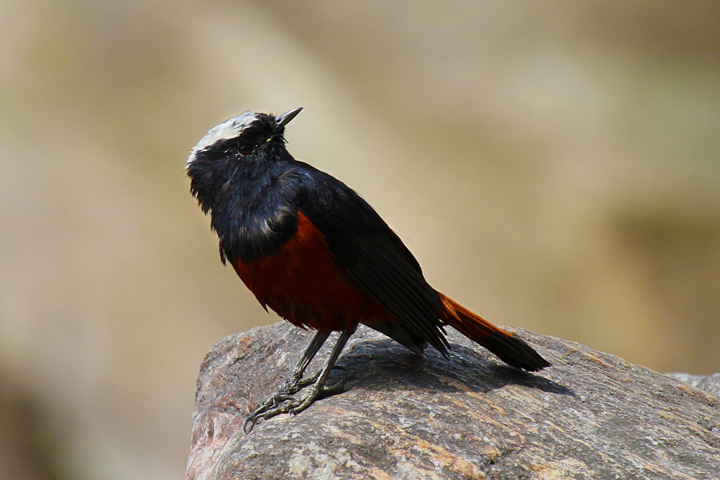
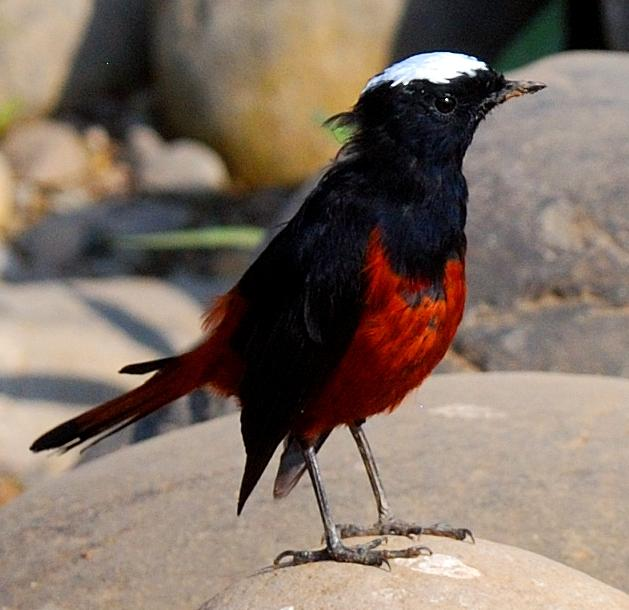